# Augustin Lesage
Pour les articles homonymes, voir Lesage et Le Sage.
 (avril 2010).
Si vous disposez d'ouvrages ou d'articles de référence ou si vous connaissez des sites web de qualité traitant du thème abordé ici, merci de compléter l'article en donnant les références utiles à sa vérifiabilité et en les liant à la section « Notes et références ».
Augustin Lesage, né le 9 août 1876 à Saint-Pierre-lez-Auchel (Pas-de-Calais) et mort le 21 février 1954 à Burbure (Pas-de-Calais), est un peintre français, rattaché au mouvement spirite. Admiré par André Breton , il est une des figures majeures de l'art brut.
Jean Dubuffet intègre les peintures de Lesage dans sa Collection de l'art brut dès 1948, 3 ans seulement après l'avoir commencée, achète sa première toile « historique » pour 50 000 francs en 1964 . Lesage fait partie des artistes présentés dans le fascicule de l'art Brut Art Brut 3 sous le titre La Mineur Lesage, en compagnie de Salingarde l'Aubergiste, du Professeur Ladame, et d'autres artistes d'art brut parmi lesquels Pascal-Désir Maisonneuve.
Les peintures d'Augustin Lesage sont présentées à la Collection de l'Art brut à Lausanne depuis son ouverture en 1975 et reproduites dans toutes les éditions du catalogue de la Collection (1971, 1976, 1986), ainsi que dans le livre de son ancien conservateur Michel Thévoz.
Il est cité dans  de nombreux ouvrages sur L'Art brut parmi les créateurs importants. Il est aussi historiquement le plus ancien des « médiumniques » intégrés dans la Collection de l'art brut. Il a commencé sa « carrière » en 1912 suivi notamment de Marguerite Burnat-Provins en 1914, puis de Madge Gill.
Son œuvre est très ample, à sa mort, il a laissé environ huit cents peintures.

## Biographie
Augustin Lesage naît à Saint-Pierre-lez-Auchel le 9 août 1876. Dans une famille où les ascendants sont mineurs de père en fils, Lesage reprend le métier dès la fin de ses études à l'école primaire, et il épouse une fille de mineur. En 1895, leur fille naît avant qu'ils ne se marient.
Dès 1908, Lesage se présente une première fois aux élections municipales, il sera réélu en 1912 sous l'étiquette républicain-démocrate. À partir de 1912, Lesage et son ami Ambroise Lecomte fondent à Béthune un « Institut Psychosique », sur le modèle du premier fondé par le spirite Jean Béziat. En 1914, tous deux sont traduits en correctionnelle par le Syndicat des médecins. De ce procès, tous deux ressortent en étant acquittés. C'est seulement une fois  revenu du front qu'il cesse les activités de leur institut, sur le conseil des Esprits.

### Le mineur et le médium
Il n'avait jamais manifesté une disposition pour le dessin et le seul contact qu'il a eu avec les arts était une visite au Palais des beaux-arts de Lille pendant son service militaire.
En 1911, alors qu’il  travaille au fond de la mine, il entend une voix lui disant :  « Un jour, tu seras peintre . » 
Quelques mois plus tard il est initié au spiritisme par des camarades mineurs et fait preuve de dons de médium exceptionnels. Selon le récit qu'il a fait au docteur Osty, publié intégralement dans Art Brut 3, Lesage dit que les esprits lui enjoignent de dessiner puis de peindre. Après avoir commencé ses premiers dessins automatiques, dont plusieurs sont signés Marie, nom de sa petite sœur, morte très jeune, l’esprit lui dicte : 

« Aujourd’hui il n’est plus question de dessin, mais de peintures. Sois sans crainte, et suis bien nos conseils. Oui, un jour tu seras peintre et tes peintures seront soumises à la science. Tu trouveras cela ridicule dans les débuts. C’est nous qui tracerons par ta main. Ne cherche pas à comprendre. Surtout suis bien nos conseils. Tout d’abord, nous allons te donner par l’écriture le nom des pinceaux et des couleurs que tu iras chercher chez M. Poriche à Lillers. Tu iras chercher là et tu trouveras tout ce qu’il te faudra. »

Sa première peinture est un très grand tableau carré, une huile sur toile de 3 mètres de côté (9 m2 en tout). Il aborde cette toile en miniaturiste, sans se soucier de ce qui va suivre. Il travaille sans schéma général, en procédant par accumulation de micro-éléments. La réalisation de cette œuvre lui demande plus d'une année de travail assidu. Et à partir de juillet 1913, Augustin Lesage cesse de peindre pour exercer l'activité de guérisseur. Il est ensuite mobilisé pour la guerre entre 1914 et 1916. À la fin de la guerre, après sa démobilisation, il est réaffecté aux houillères .
Mais dès son retour, il reprend aussi la peinture et il continuera à peindre jusqu’à sa mort. En 1921, il reçoit la visite de Jean Meyer, directeur de La Revue spirite. Celui-ci devient rapidement son mécène, ce qui permet à Augustin Lesage de quitter définitivement la mine en 1923. Sa toile est exposée en 1927 à l'Institut métapsychique international de Paris pendant plusieurs mois et l'on s'étonne, selon les dires du docteur Osty, « qu'un homme inculte, sans hérédité artistique, simple mineur, soit arrivé à cette forme d'art ».

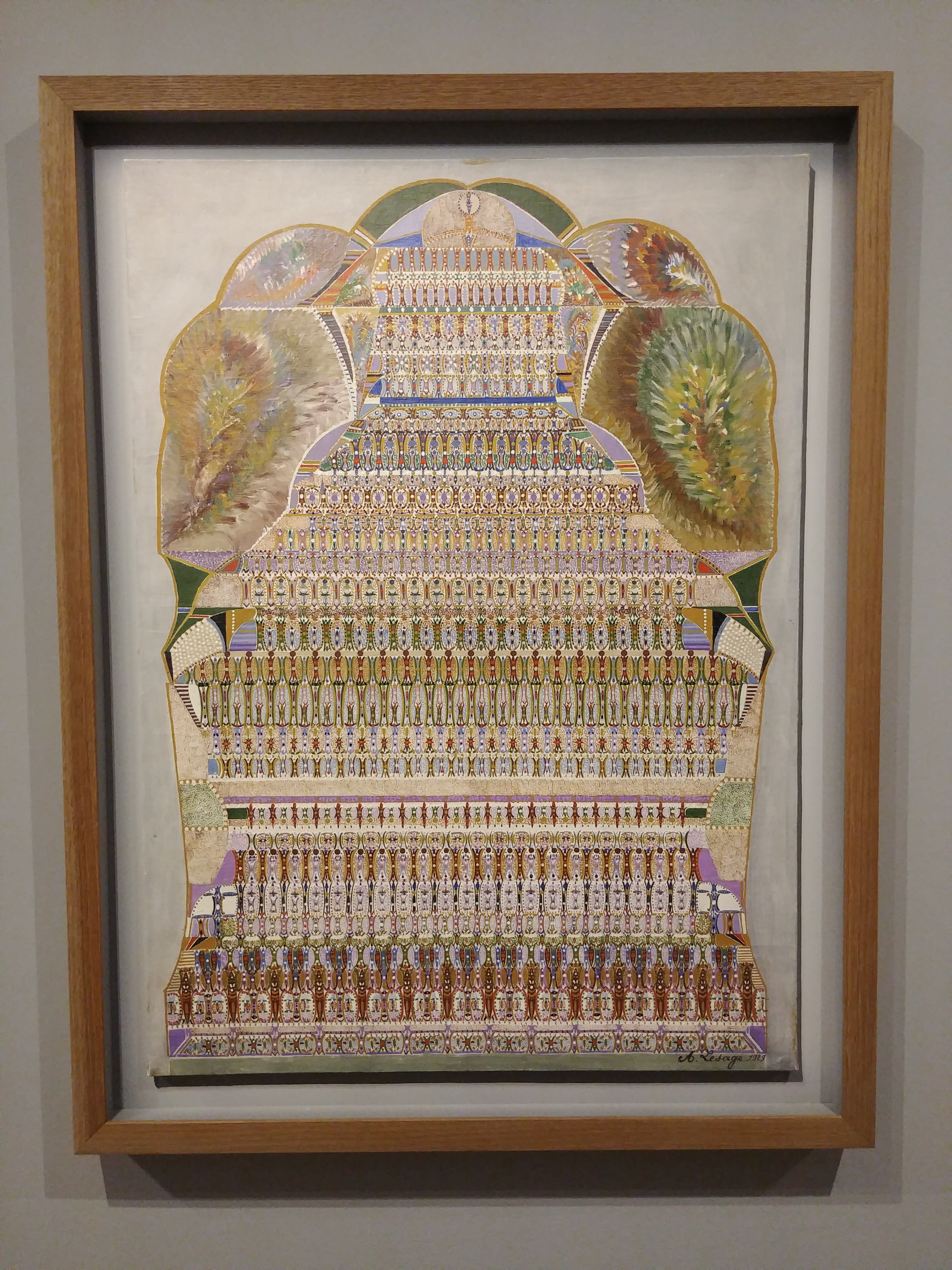
Tableau de Augustin Lesage

Cette idée exprimée par le docteur Osty dans son étude contemporaine du peintre, répond à l'idée fortement accréditée à l'époque où le docteur écrivait, que l'esprit de création est inséparable de la culture.
Jean Dubuffet reste toutefois sceptique :  « quant à cette affaire de médiumnité. Non pas que Lesage ait cherché à tromper son monde. Il était trop épris de probité et de véracité pour le faire. Mais il avait besoin de se persuader lui-même. Chacun sait bien comment s'opèrent les complexes enchaînements psychologiques plus ou moins inconscients et les brassages de ce qui est avec ce qu'on souhaiterait qui soit. Lesage, si raisonnable, si épris d'ordre et de bien-fondé (...) partageait cette idée courante que la création de l'art ne peut aller sans les brevets ». Il lui fallait donc une légitimation : l'intervention du fantôme téléguideur convenait à merveille. Le surnaturel dans les corons est familier.
Lesage avait en outre des scrupules à être un artiste. Il avait donc le sentiment, en regardant son œuvre qu'elle n'était pas faite par lui, mais par l'intervention de fluides mystérieux, ce qui apaisait ses scrupules et justifiait qu'il fasse ce qu'il avait envie de faire : des peintures libérées des poncifs de l'art culturel.

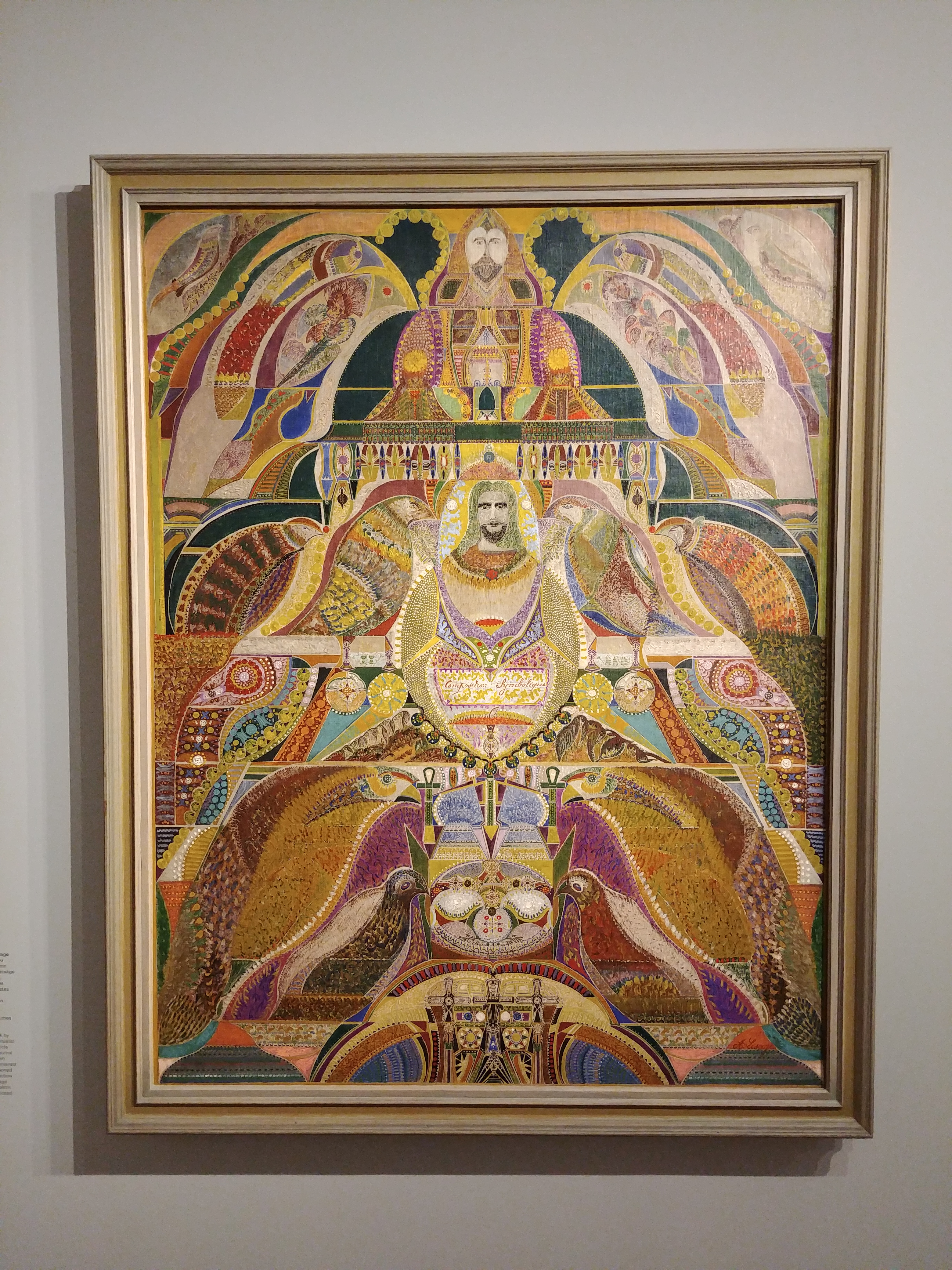
Composition symbolique, 1928, huile sur toile,, LaM, Villeneuve-d'Ascq.

Dans le catalogue de l'exposition monographique consacré au peintre en 1989, Michel Thévoz pousse encore plus loin cette analyse : « Lesage a eu l’astuce inconsciente de faire passer sa vocation picturale par le biais de la médiumnité spirite et de trouver ainsi une brèche dans le barrage socio-culturel. Fallait-il que la confiscation de l’art par la bourgeoisie fût rédhibitoire pour que la prétention d’un ouvrier de communiquer avec Léonard de Vinci apparaisse moins insensée que celle de devenir peintre! […] de même qu’il travaille dans la mine sous la direction de Ferfay-Cauchy, de même il peint sous la direction des esprits […] et lorsqu’il vend ses tableaux, il les facture au prix exact des factures et d’un salaire horaire équivalant à celui du houilleur ».
Michel Thévoz étend son analyse de la création dite « spirite » à tous ceux qui ont prétendu leur main guidée par un esprit. C'est-à-dire à de nombreux artistes de la collection de l'art brut dont Moindre l'égyptologue fait partie.

### L’épisode égyptien
Fin 1938, Augustin Lesage peint une toile nommée La Moisson égyptienne, où l’on retrouve diverses figures et scènes de l’ancienne Égypte. Or, dès 1922, Lesage aurait été averti par les esprits : 
« Lorsque tu peindras la moisson des blés en Égypte, ton voyage vers le Nil sera très proche ».
Effectivement, l’occasion de ce voyage se présente en 1939 dans le cadre de l'Association Guillaume-Budé : le 20 février, Lesage et ses amis partent pour Alexandrie. Sur le bateau, Lesage déclare :
« Mes guides m’ont révélé que je retrouverai la fresque de l’époque égyptienne représentant des scènes de moisson ».
Le séjour commence par Le Caire, mais c’est dans la Vallée des reines, près de Louxor, que Lesage est invité avec ses compagnons à visiter le Tombeau de Menna. À la stupéfaction du groupe, on découvre, sur un des murs, la scène-même de la moisson que l'artiste avait peinte quelques mois auparavant et dont il attribue la paternité à ses « guides ». Lesage est alors persuadé qu’il s’agit d’une scène qu’il a peinte durant une vie précédente alors qu’il était Menna. Et avant même d'arriver à Alexandrie, il s'était déclaré convaincu qu'il retrouverait l'original de la scène qu'il avait peinte

« Malheureusement, pour l'hypothèse spirite, une simple recherche bibliographique en démontre la fausseté. La tombe de Menna (...) est connue depuis 1900 des archéologues. Elle se trouve mentionnée et décrite dès 1905, et la fresque de la moisson a été plusieurs fois reproduite dans des publications européennes avant 1930. Force est donc de se rendre à l'évidence : Lesage n'a pu que la copier d'après l'une de ces photographies. »

## Œuvres
« Si les profondeurs de notre esprit recèlent d’étranges forces capables d’augmenter celles de la surface, ou de lutter victorieusement contre elles, il y a tout intérêt à les capter, à les capter d’abord pour les soumettre ensuite, s’il y a lieu, au contrôle de notre raison. » André Breton, Manifeste du Surréalisme, 1924.

### Les débuts en 1911
Les premiers dessins d’Augustin Lesage datent de ces séances spirites que lui et son groupe d’amis organisent en 1911, et où très vite Lesage est désigné en tant que médium. Il se met à recueillir les messages, et à exécuter des dessins qu’il signe « Marie », du nom de sa sœur, morte en 1883 à l’âge de trois ans. Ces dessins médiumniques sont totalement abstraits, avec une graphie très spiralée, parfois ondulée. Le papier est travaillé sur toute sa surface et comme encadré par des aplats ou des lignes festonnées. Un semis de points colorés envahit le fond. Le vert, le noir et les trois couleurs primaires se répartissent en masses équilibrées, aucune ne prévaut.
Quand les « esprits » lui commandent de passer à la peinture, il se met à « tamponner » la feuille avec le pinceau en une multitude de points, jusqu’à en remplir toute la surface. À dominante brun et bleu ou brun et vert, on y retrouve les structures spiralées des dessins. Il n’aurait pas exécuté plus d’une dizaine de ces « ébauches », avant de passer à ses grands tableaux.

### La première toile 1912-1914
La toile achetée est une pièce de 3 m sur 3 m en 1912  que le peintre aborde dans le coin supérieur droit, et sans aucune idée préconçue.
« L’esprit m’a tenu dans ce petit carré pendant trois semaines consécutives. Je ne faisais rien et c’en était un travail… Après, tout s’est développé, le pinceau a marché de gauche à droite, il y a eu de la symétrie… »
Lesage peint chaque jour, au retour de la mine, dans la pièce principale de sa maison. L’exiguïté l'empêche, de toute façon, d’avoir une vue d’ensemble de la toile, et une partie de celle-ci reste roulée. Lesage « descend » donc le long de la toile en une sorte de processus organique où l’évolution stylistique est très nette, plus libre, évoquant souvent des motifs végétaux en haut, évoluant progressivement vers des constructions symétriques «libres» d’abord, puis plus construites et contraintes ensuite, menant vers une sorte de « cristallisation » géométrique et architecturale. L’impression finale de cette peinture, que Lesage mit deux ans à finir, est d’avoir plusieurs tableaux en un, avec cette immense partie sauvage, anarchique, qui va du haut à droite vers la gauche, et plusieurs autres parties symétriques, dont quatre sortes de « temples » de tailles différentes, deux en bas très géométriques et deux vers le haut, plus libres.
« La première grande peinture d’Augustin Lesage est l’une des plus audacieuses de l’art moderne. Sans être à proprement parler non figurative (les figures, tant architecturales qu’anthropomorphes, y fourmillent), elle explore à peu près toutes les possibilités de l’abstraction –lyrique aussi bien que géométrique- à une époque où cette dernière, chez les artistes professionnels, en est encore à ses balbutiements. Ornementale, décorative, elle n’en répond pas moins –comme les œuvres de Kandinsky dont elle est contemporaine- à une intention spirituelle. La distance est-elle si grande, d’ailleurs, entre la théosophie chère à l’artiste russe et le spiritisme embarrassé par le mineur français ? Celui-là se réclame de Rudolf Steiner, celui-ci de Léon Denis. »

### La période "classique" 1916-1927
Au retour de la guerre, Lesage réalise une vingtaine de tableaux d'un format plus réduit quoique encore assez important . « La symétrie partielle de cette dernière fait alors place à une symétrie totale, les peintures s’ordonnant autour d’un axe médian conférant à la composition un caractère monumental. » Lesage atteint alors l’apogée de son art durant ces quelques années, à travers des compositions de grand format  Selon les témoins, son rythme de progression est étonnamment rapide. De cette période l'exposition au Musée des arts décoratifs de Paris de 1967 a retenu notamment : Composition symbolique sur le monde spirituel, huile sur toile, 1923, 158,5 × 117 cm, Composition décorative, huile sur toile 1923, 140 × 92 cm, Composition symbolique sur le monde spirituel, huile sur toile, 1925, 205 × 145 cm, Les grandes œuvres ne s'élaborent que dans le recueillement et le silence huile sur toile, 1923-1925, 192 × 113 cm.

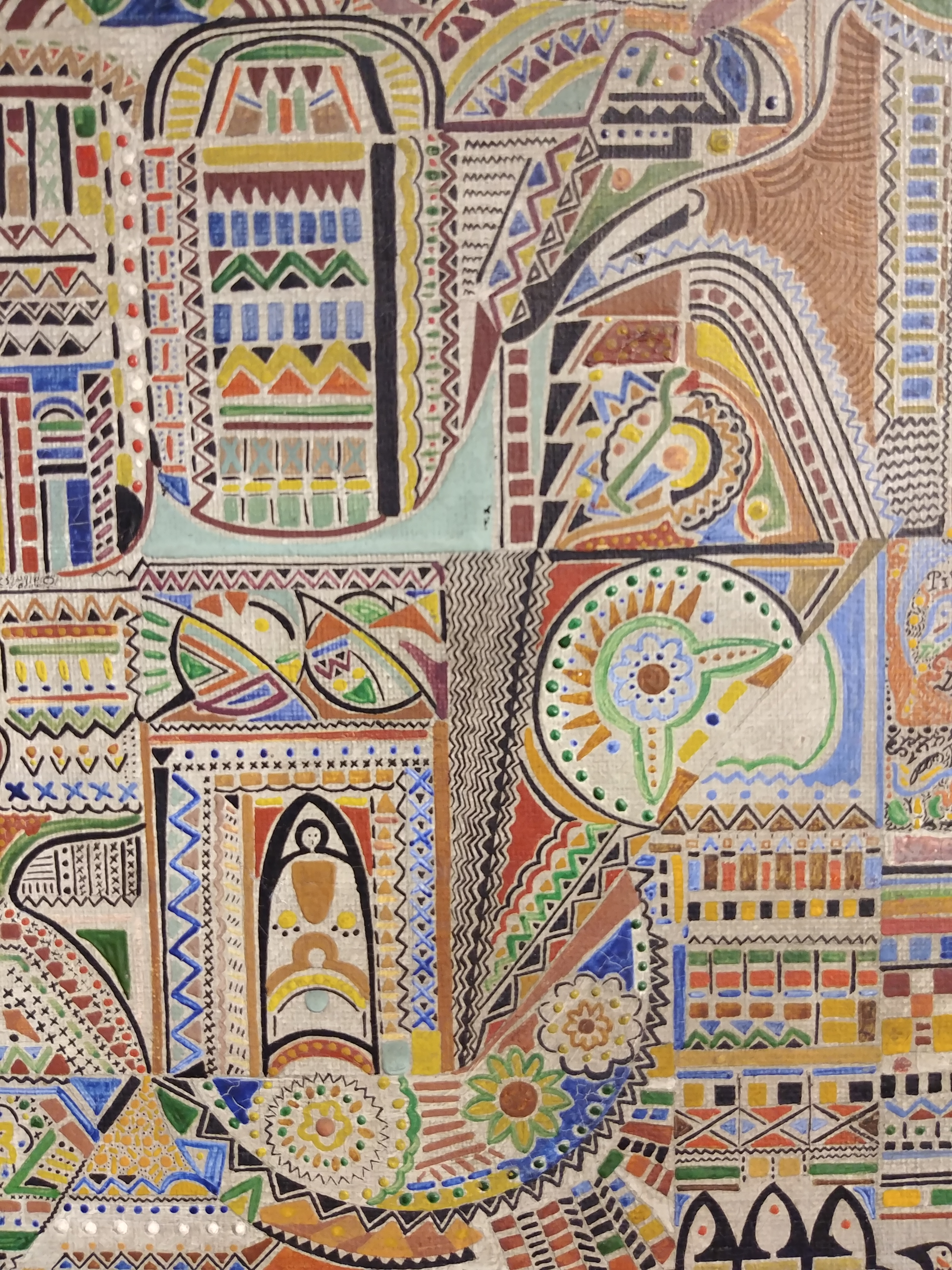
Détail d'un tableau de Augustin Lesage

Il utilise de préférence des couleurs pures avec un pinceau pour chacune d'elles, couleurs disposées dans des godets. Presque toujours abstraites, on peut trouver cependant dans ces peintures, ici et là, minuscules, des visages ou des oiseaux, géométrisés, qui se lovent dans les constructions. La composition n’occupe pas la totalité de la surface, elle se découpe sur un fond uni, et laisse apparaître des coupoles et des tourelles.

### L’apparition des figures 1927-1954
« mes guides me disent depuis un certain temps que je suis arrivé à l’apogée de mon premier apostolat, que je dois entrer dans la deuxième phase de mon apostolat ».
Et, effectivement, le changement advient, pour le moins brutal, puisque, occupant la toile jusqu’à en repousser les limites, des formes rondes et ovales se mettent à enfler et bourgeonner comme débarrassées du carcan des lignes et s’épanouissent en plumages chatoyants, soulignés par des touches de peinture, qui font penser à la première manière de Lesage, organique, avec laquelle il avait attaqué sa première toile. Mais là, ce sont des formes d’oiseaux très nombreuses qui apparaissent, et des visages de plus en plus présents qui vont jusqu’à occuper le centre même des toiles. Les tons purs se raréfient pour laisser place aux roux, bruns, mauves… Très vite, ces éléments « naturels » vont venir s’insérer, entourer les tabernacles symétriques chers au peintre.
Puis, ce seront des reproductions d’imagerie d’origines diverses qui vont presque systématiquement venir agrémenter les compositions de manière plus ou moins heureuse, mais leur faisant perdre de toute façon leur force primordiale et symbolique. L’Égypte est la principale source de cette imagerie (et même omniprésente entre 1935 et 1942), mais on compte aussi un nombre important de motifs chrétiens et quelques références à l’art du Moyen-Orient.[réf. nécessaire]
Cependant, parallèlement au développement des figures, Augustin Lesage continue à peindre des compositions décoratives pures, abstraites, mais moins spectaculaires que celles d’avant 1927 car plus denses, plus stéréotypées. Elles deviennent très chatoyantes dans les années 1936, Lesage n’utilisant quasiment plus que des tons purs. Des empâtements légers font ressortir des points de couleur posés çà et là, renforçant le caractère précieux et préfigurant les peintures de Crépin[Information douteuse]. Les répétitions de mandorles et de rosaces (formes féminines par excellence) se font de plus en plus systématiques.[réf. nécessaire]

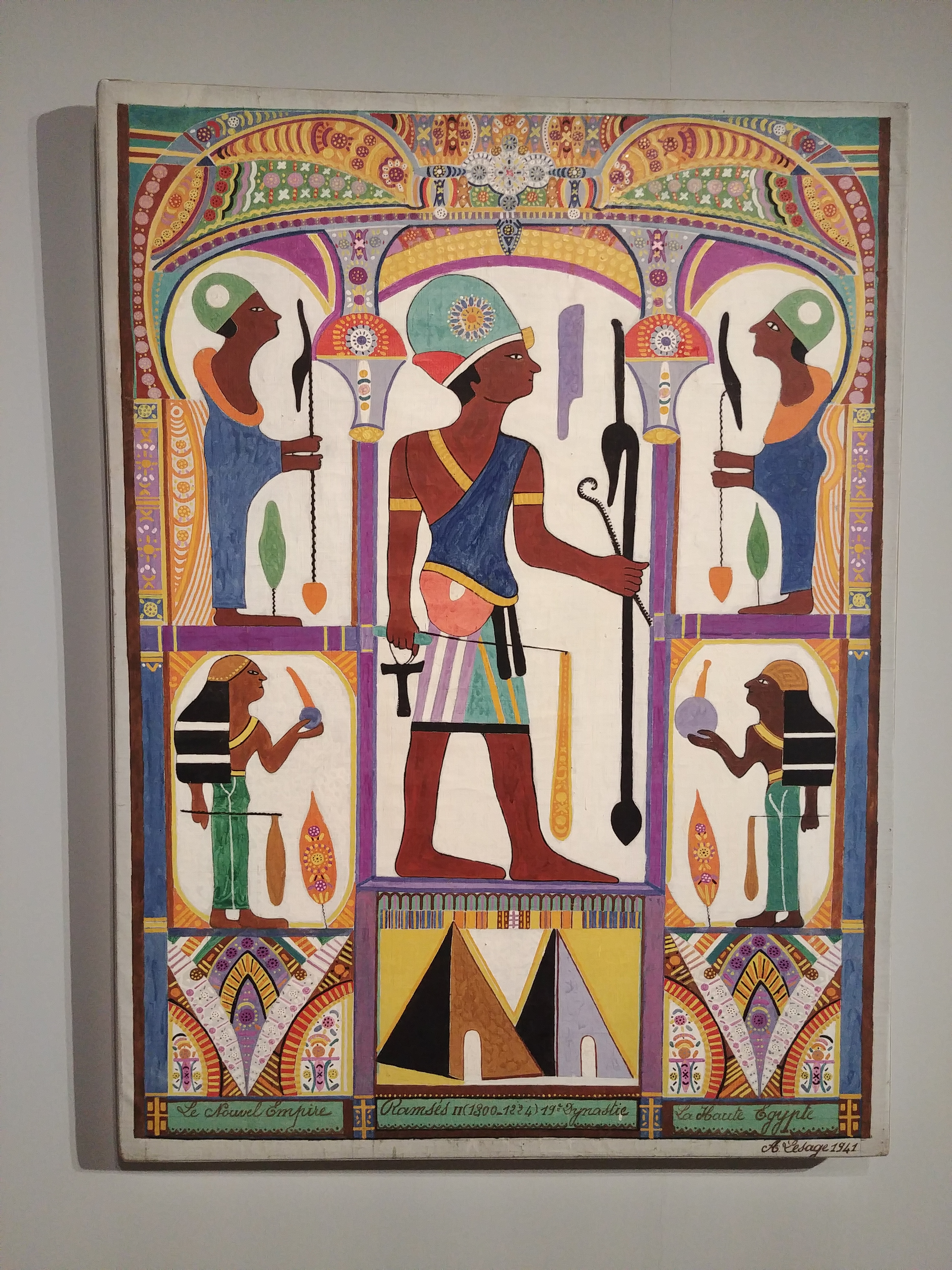
Tableau de Augustin Lesage

À travers le spiritisme, Augustin Lesage aura réussi le tour de force, sans aucune formation artistique, à créer une œuvre peinte qui accompagne, voire anticipe trois des plus grands mouvements artistiques du XXe siècle : l’art abstrait (la première œuvre non figurative de l’art occidental généralement admise est une aquarelle de Kandinsky de 1910, et le Carré noir de Malevitch date de 1915) ; le surréalisme (les premiers essais de créations « automatiques » ne débuteront qu’après 1917) et l’art brut (dont le terme et les fondements n’apparaissent qu’en 1945).

### L’héritage Lesage
À sa mort le 21 février 1954, il laisse près de 800 toiles réparties en collections privées, et publiques dont :
- la Collection de l'art brut de Lausanne (dont la fameuse première toile, visible en permanence et acquise en 1963) ;
- la Collection de l’Aracine – Lille Métropole Musée d'Art moderne, d'Art contemporain et d'Art brut ;
- le Musée national d'Art moderne à Paris, dont une toile est en dépôt aux Abattoirs de Toulouse ;
- l'Union Scientifique Francophone pour l’Investigation Psychique et l’Étude de la Survivance de Paris (USFIPES) ;
- l'Institut métapsychique international de Paris.
- la Zander Collection à Cologne (Allemagne)

#### Expositions
Augustin Lesage fait l'objet d'une rétrospective présentée à Lausanne en 1989, un catalogue est édité à cette occasion.
- En 1988-1989 est organisée une grande rétrospective d’Augustin Lesage qui a donné lieu à un catalogue raisonné. L’exposition s'est déroulée en quatre étapes internationales :

1. Musée des Beaux-Arts d'Arras et musée de l’hôtel de Beaulaincourt de Béthune, du 15 octobre 1988 au 15 janvier 1989.
2. Collection de l'art brut de Lausanne (Suisse), du 2 février au 30 avril 1989
3. Institut français de Florence (Italie), du 12 mai au 10 juillet 1989
4. Institut culturel français du Caire (Égypte), à l’automne 1989.

- L'espace d'exposition La Maison rouge à Paris a présenté l'exposition « Les Inspirés » du 11 juin au 7 septembre 2008, mettant en parallèle les peintures d'Augustin Lesage et les sculptures d'Elmar Trenkwalder.
- Du 4 octobre 2019 au 5 janvier 2020 se déroule l'exposition « Lesage, Simon, Crépin. Peintres spirites et guérisseurs » au Musée du LaM de Villeneuve d'Ascq, exposition qui explore les travaux de ces trois peintres originaires du Nord de la France.
- « Esprit es-tu là ? Les peintres et les voix de l'au-delà ». Du 10 juin au 1er novembre 2020 au musée Maillol à Paris. La nouvelle exposition du musée Maillol, après une première étape au LaM de Villeneuve d’Ascq, pour laquelle des œuvres ont été prêtées pour la première fois par des cercles spirites[9], révèle l’œuvre d’une sélection d’artistes spirites autour de trois figures principales de la fin du XIXe siècle et du début du XXe siècle : Augustin Lesage, Victor Simon et Fleury Joseph Crépin.

#### Autres œuvres
- Augustin Lesage a inspiré un film de François Barat, Augustin Lesage artiste peintre, une production Paris Barcelone Films, 55 min, 2001.